# مادونا السوداء

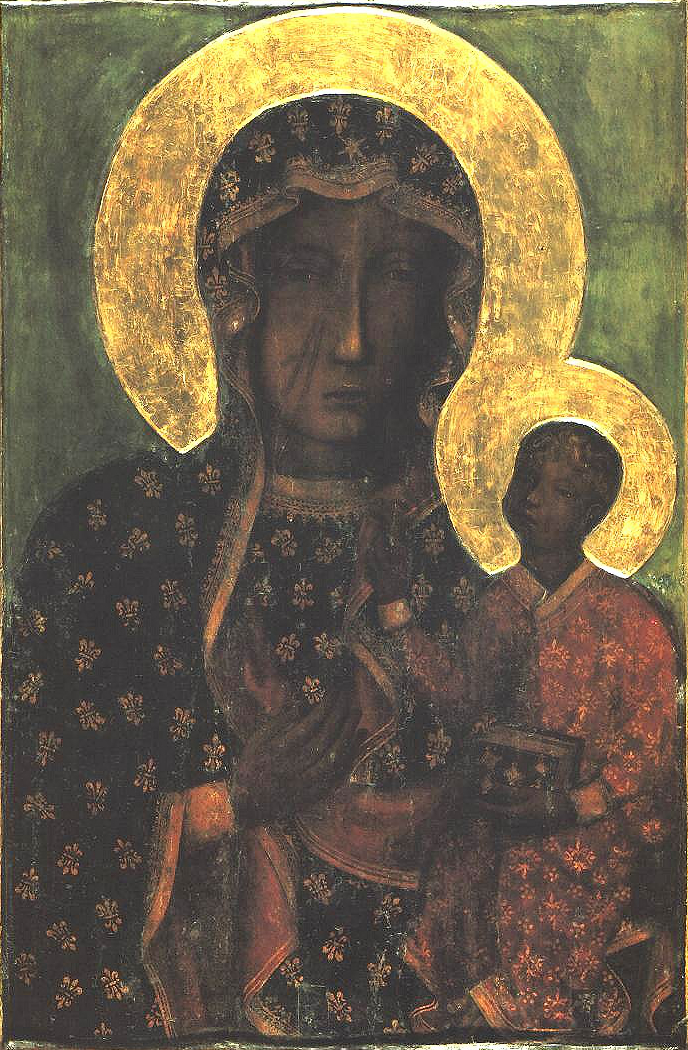
مادونا السوداء في بورتلاند

مادونا السوداء يشير المصطلح بلاك مادونا أو بلاك فيرجين إلى تماثيل أو رسومات لمريم العذراء التي تُصوَّر فيها، وغالباً بالرب يسوع ببشرة سوداء أو داكنة. يمكن العثور على مادونا السوداء بشكل عام في الدول الكاثوليكية والأرثوذكسية.